# Luca Giossa
Luca Giossa Rosano (Paysandú, 24 maggio 2000) è un calciatore uruguaiano, portiere del Miramar Misiones.

## Carriera
Giossa è cresciuto nel settore giovanile del Danubio, dove è stato promosso in prima squadra nel 2020. Nel 2022 è stato designato come portiere di riserva ed il 31 agosto ha esordito in prima squadra nell'incontro di Copa Uruguay perso ai rigori contro il Progreso.
Rimasto svincolato, il 29 gennaio 2023 ha firmato con il Miramar Misiones.

## Statistiche

### Presenze e reti nei club
Statistiche aggiornate al 30 aprile 2024.
| Stagione        | Squadra          | Campionato      | Campionato | Campionato | Coppe nazionali | Coppe nazionali | Coppe nazionali | Coppe continentali | Coppe continentali | Coppe continentali | Altre coppe | Altre coppe | Altre coppe | Totale | Totale | Totale |
| Stagione        | Squadra          | Comp            | Pres       | Reti       | Comp            | Pres            | Reti            | Comp               | Pres               | Reti               | Comp        | Pres        | Reti        | Pres   | Reti   |        |
| --------------- | ---------------- | --------------- | ---------- | ---------- | --------------- | --------------- | --------------- | ------------------ | ------------------ | ------------------ | ----------- | ----------- | ----------- | ------ | ------ | ------ |
| 2020            | Danubio          | PD              | 0          | 0          |                 | -               | -               |                    | -                  | -                  |             | -           | -           | 0      | 0      |        |
| 2021            | Danubio          | SD              | 0          | 0          |                 | -               | -               |                    | -                  | -                  |             | -           | -           | 0      | 0      |        |
| 2022            | Danubio          | PD              | 0          | 0          | CU              | 1               | -2              |                    | -                  | -                  |             | -           | -           | 1      | -2     |        |
| 2023            | Miramar Misiones | SD              | 22         | -11        | CU              | 0               | 0               |                    | -                  | -                  |             | -           | -           | 22     | -11    |        |
| 2024            | Miramar Misiones | PD              | 4          | -7         | CU              | 0               | 0               | CS                 | 0                  | 0                  |             | -           | -           | 4      | -7     |        |
| Totale carriera | Totale carriera  | Totale carriera | 26         | -18        |                 | 1               | -2              |                    | -                  | -                  |             | -           | -           | 27     | -20    |        |

## Palmarès

### Club

#### Competizioni nazionali
- Segunda División: 1

Miramar Misiones: 2023